# 지중해 인종

Augustus Henry Keane의 Man, Past and Present (1899)에서 지중해 인종 형질의 예시로 들어진 아일랜드인 남성

지중해 인종(Mediterranean race)은 19~20세기 형질인류학에서 쓰이던 구 인종 분류의 일종으로, 코카소이드의 아종으로 여겨졌다. 정의는 다양했으나 보통 지중해 분지와 그 주변 지역 곧 남유럽, 동유럽, 북아프리카, 서아시아, 중동, 근동의 인구를 포함하였다. 또한 중앙아시아 서부, 남아시아 일부, 아프리카의 뿔 일부, 아일랜드, 영국 서부, 독일 남부 등의 특정 인구는 지중해에서 멀리 떨어져 있음에도 불구하고 "형질적 특징" 때문에 지중해 인종으로 분류되기도 했다.
인류학자 칼턴 S. 쿤은 이 아종의 형질을 작거나 중간 정도의 키, 장두형(長頭型)에서 중두형(中頭型)의 두개골, 좁고 종종 매부리 모양의 코, 어두운 색의 머리카락과 눈, 그리고 비교적 어두운 색의 피부로 특징지었다.

## 같이 보기
- 역사적 인종 분류
- 지중해주의
- 아랍 인종
- 이란-아프간 인종
- 아르메니아 인종